# مدير الأجهزة
مدير الأجهزة (بالإنجليزية: Device Manager)‏ هو بريمجة لوحة تحكم في أنظمة تشغيل مايكروسوفت ويندوز، تسمح بعرض والتحكم بالعتاد الصلب المتصل بالحاسب.
عندما لا تعمل إحدى مكونات الحاسوب الصلبة، يتم إبرازها ضمن مدير الأجهزة لتمكين المستخدم من التعامل معها، تعرض قائمة العتاد الصلب المتصلة على شكل قائمة مرتبة بمعايير كثيرة
ولكل جهاز يمكن القيام ب:
- تزويد التعريف المطابق للجهاز مع وحدة أجهزة ويندوز.
- تمكين أو إالغاء تمكين جهاز
- إخطار ويندوز بتجاهل الخلل في جهاز معين
- إظهار الخواص التقنية الأخرى للأجهزة

قدمت مايكروسوفت مدير الاجهزة لأول مرة ضمن ويندوز 95 ولاحقا ضمن ويندوز 2000، وفي الاجهزة ذات معمارية ويندوز NT قدمت مايكروسوفت «وحدة تحكم إدارة ويندوز Microsoft Management Console» كطرفية مضمنة Snap-In.

## أنواع الايقونات

### الجهاز معطل
مصطلح الجهاز معطل تعني ان الجهاز متوقف عن الخدمة إما بأختيار المستخدم أو نتيجة خطأ ما. في ويندوز 95 وصولا لويندوز XP يشار للجهاز المعطل بأيقونة حرف X باللون الاحمر.
في ويندوز فيستا وويندوز 7 تم استبدال الرمز بمؤشر رمادي في أسفل يمين ايقونة الجهاز ليشير لتوقف الجهاز

### العتاد الصلب لا يعمل بشكل صحيح
هنالك العديد من الأسباب لتوقف عمل جهاز بشكل سليم، على كل حال، ويندوز يشير للأجهزة ضمن هذه الفئة بإشارة تعجب سوداء (!) مرسومة داخل مثلث اصفر يكون أسفل يمين ايقونة الجهاز.

### عتاد صلب غير معروف
قد لا يتم التعرف على الجهاز المتصل بويندوز نتيجة عدم التوافقية أو نتيجة عدم ثتبيت التعاريف والبرامج الخاصة بالجهاز الموصول.
يشار إلى هذه الفئة من الاجهزة بأيقونة علامة تعجب صفراء بدلا من ايقونة الجهاز.

### الجهاز محدد بطريقة يدوية
يشير ويندوز لهذه الفئة من الاجهزة بحرف "i" ازرق ضمن حقل ابيض أسفل يمين ايقونة الجهاز، لتشير للأجهزة التي لا تستخدم ميزات الاعدادات الافتراضية للجهاز وانه تم إعداد الموارد للجهاز بشكل يدوري، يشار بالذكر إلى ان ذلك لا يشير لوجود مشكلة أو ان الجهاز بوضع التعطيل.

## ترميز الاخطاء
تعطى اخطاء الاجهزة بتراميز رقمية، كل منها مصحوبة برسالة خطأ، والتي تساعد المستخدم على تحديد المشكلة التي يواجهها ويندوز مع الجهاز
| الرمز | المعنى |
| ----- | --- |
| 1     | لم يتم تهيئة الحهاز بشكل صحيح |
| 3     | التعريفات للجهاز قد تكون معطوبة، او ان النظام يعمل بذاكرة ضعيفة                                                                                                  |
| 10    | لا يمكن البدء بتشغيل الجهاز |
| 12    | لا يوجد موارد كافية للجهاز |
| 14    | يجب إعادة تشغيل الحاسوب ليعمل الجهاز بشكل سليم |
| 16    | ويندوز لا يستطيع تحديد الموارد التي يطلبها الجهاز ليعمل |
| 18    | يجب اعادة تنصيب تعريفات الجهاز |
| 19    | معلومات إعداد وتهئية الجهاز في محرر تسجيل ويندوز معطوبة او تالفة بشدة.                                                                                           |
| 21    | ويندوز حاليا يزيل الجهاز |
| 22    | الجهاز معطل اختياريا |
| 24    | الجهاز غير موجود، لا وجود لكامل تعريفاته او انه لا يعمل بشكل صحيح                                                                                                |
| 28    | التعريفات لهذا الجهاز غير منصبة على النظام |
| 29    | البيئة الحالية للجهاز "البرنامج الدائم" لا يعطي الموارد الكافية للجهاز ليعمل بشكل صحيح                                                                           |
| 31    | ويندوز لا يستطيع تحميل التعريفات اللازمة للجهاز ليعمل بشكل صحيح                                                                                                  |
| 32    | التعريفات لهذا الجهاز تم تعطيلها |
| 33    | ويندوز لا يستطيع تحديد اي الموارد هي الانسب لتشغيل الجهاز بشكل                                                                                                   |
| 34    | ويندوز لا يستطيع تحديد الإعدادات الانسب لعمل الجهاز |
| 35    | البرنامج الدائم او ما يعرف ببيئة نظام التشغيل لا تمتلك معلومات كافية عن الاعدادات الصحيحة لتهيئة الجهاز واستخدامه                                                |
| 36    | الجهازيتطلب مفسر PCI لكن الاعدادات المتوفرة هي لمفسر ISA |
| 37    | ويندوز فشل في تهئية التعريفات لعمل الجهاز بشكل صحيح |
| 38    | ويندوز لا يستطيع تشغيل التعريفات للجهز لوجود نسخة سابقة من التعريفات لا تزال منصبة على النظام                                                                    |
| 39    | ويندوز لا يمكنه تحميل التعريفات الخاصة بالجهاز نتيجة تلف في التعريفات                                                                                            |
| 40    | ويندوز لا يمكنه الوصول للجهاز نتيجة فقدان او تلف معلومات مفتاح الخدمة ضمن محرر التسجيل                                                                           |
| 41    | ويندوز نجح في تحميل التعريفات لكنه عاجز عن ايجاد الجهاز |
| 42    | ويندوز لا يستطيع تشغيل الجهاز لوجود تضارب نتيجة وجود نسخة اخرى من الجهاز تعمل مسبقا                                                                              |
| 43    | قام ويندوز بأيقاف الجهاز نتيجة عدة تقارير بوجود اخطاء في الجهاز                                                                                                  |
| 44    | قام تطبيق او خدمة بأيقاف عمل الجهاز |
| 45    | الجهاز غير متصل مع باقي العتاد الصلب |
| 46    | ويندوز غير قادر على اكتساب حق وصول للحهاز لأن النظام في حالة معالجة أمر ايقاف تشغيل لنظام التشغيل                                                                |
| 47    | ويندوز لا يستطيع استخدام الجهاز لأن الجهاز في وضع "إخراج بأمان" لكن الجهاز لم يتم اخراجه.                                                                        |
| 48    | تم حجب الجهاز من البدء من قبل ويندوز لأن ويندوز لديه تقارير بأن الجهاز يسبب مشاكل                                                                                |
| 49    | ويندوز لا يستطيع تشغيل الجهاز لأن قفير النظام "System Hive" كبير جدا ويتجاوز حجم محرر التسجيل                                                                    |
| 52    | ويندوز لا يستطيع التحقق من التوقيع الرقمي للتعريفات اللازمة لعمل الجهاز، تغيير بالعتاد الصلب او البرمجي ربما نتيجة ملف تم توقيعه بشكل غير صحيح او ان الملف تالف. |

## Drivequery
برنامج سطر أوامر استعلامات الاجهزة Drivequery يولد قائمة بالأجهزة المنصبة على النظام والتعريفات وتكون القائمة بنتائج مشابهة لمدير الاجهزة.
هذ الأمر مفيد في حالات تقرير الاخطاء وفي حل المشاكل عن بعد مثلا عن طريق طلب المساعدة التقنية عن بعد.
يستطيع البرنامج توليد التقارير على شكل ورقة بيانات مثل تقرير Excel